# Гимнуры
Гимнуры (лат. Galericinae) — подсемейство млекопитающих из семейства ежовых (Erinaceidae). Питаются насекомыми и другими беспозвоночными. Насчитывают 8 современных видов, которые обитают во влажных лесах Юго-Восточной Азии.

## Внешний вид
Гимнуры внешне напоминают, скорее, крупных крыс или виргинского опоссума. У них крупная голова, занимающая примерно треть тела, и голый хвост. Мех густой, грубый или мягкий, без игл. К ним относится самый крупный представитель ежовых — гимнура. Длина тела — до 45 см, хвоста — до 21 см.
Отсутствие защитных игл им восполняет острый неприятный запах, похожий на запах лука или чеснока.

## Образ жизни
Встречаются не только ночью, но и днём. Питаются насекомыми, мелкими рептилиями и амфибиями, мышами, частично растительноядны (плоды, грибы).

## Среда обитания
Обитают во влажных лесах с густым подлеском, по заросшим берегам водоёмов.

## Распространение
Ископаемые крысиные ежи известны из кайнозойских отложений Европы, Северной Африки, Ближнего Востока, Северной Америки и Китая, начиная с эоцена.
Современные виды распространены в Юго-Восточной Азии, включая Вьетнам, Китай, Суматру и Малайский полуостров, а также на Филиппинах.
Динагатская гимнура (эндемик Филиппинских островов) занесена в Красную книгу МСОП как вымирающий вид.

## Классификация

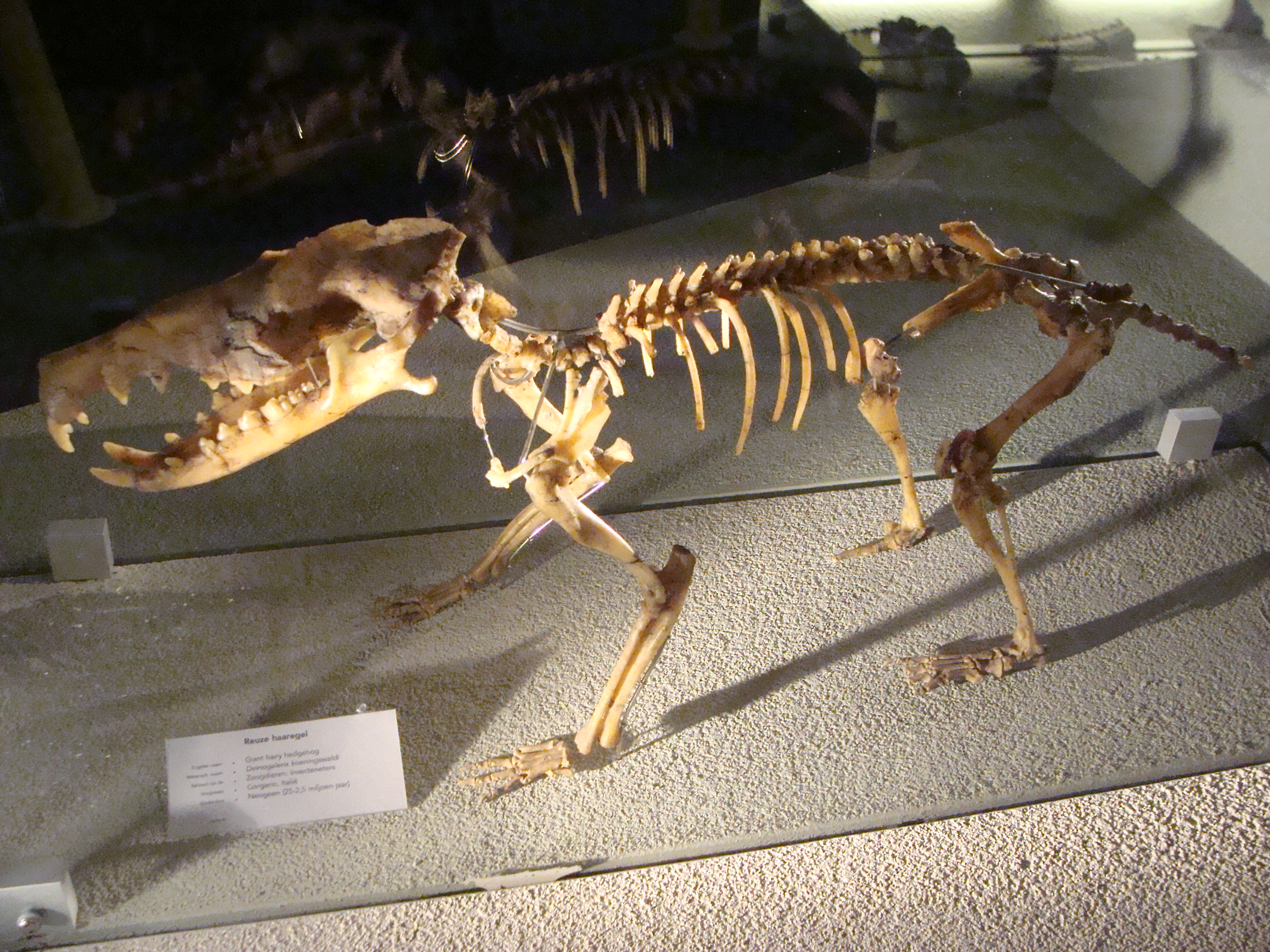
Скелет вымершего представителя Deinogalerix из отложений Гарганского полуострова (Италия)

8 современных видов подсемейства относят к пяти родам:
- Echinosorex Blainville, 1838
- Hylomys Müller, 1840
- Neohylomys Shaw et Wong, 1959
- Neotetracus Trouessart, 1909
- Podogymnura Mearns, 1905

Вымерших представителей объединяют в шесть родов:
- † Galerix Pomel, 1848typus (=Tetracus Aymard, 1850)[4]
- † Deinogalerix Freudenthal, 1972
- † Lantanotherium Filhol, 1888
- † Parasorex von Meyer, 1865
- † Riddleria van den Hoek Ostende, 2003
- † Schizogalerix Engesser, 1980